# Ancohuma
L'Ancohuma (de l'aymara Janq'u Uma) est un sommet bolivien situé dans les Andes. Montagne essentiellement glaciaire, l'Ancohuma est situé dans la partie septentrionale de la cordillère Orientale et est le troisième plus haut sommet de Bolivie après le Nevado Sajama et le Nevado Illimani.

## Ascensions
- 1898 - Tentative arrêtée à 150 mètres du sommet par William Martin Conway avec Ange Maquignaz et Louis Pellissier
- 1919 - Première ascension créditée à Rudolf Dienst et Adolf Schulze
- 1930 - Ascension de l'arête sud par E. Hein et H. Weber
- 1950 - Ascension de l'arête nord-ouest par Hans Ertl et Hindhammer
- 1964 - Expédition japonaise
- 1966 - Expédition britannique
- 1969 - Expédition italienne